# Sint Anna ter Muiden

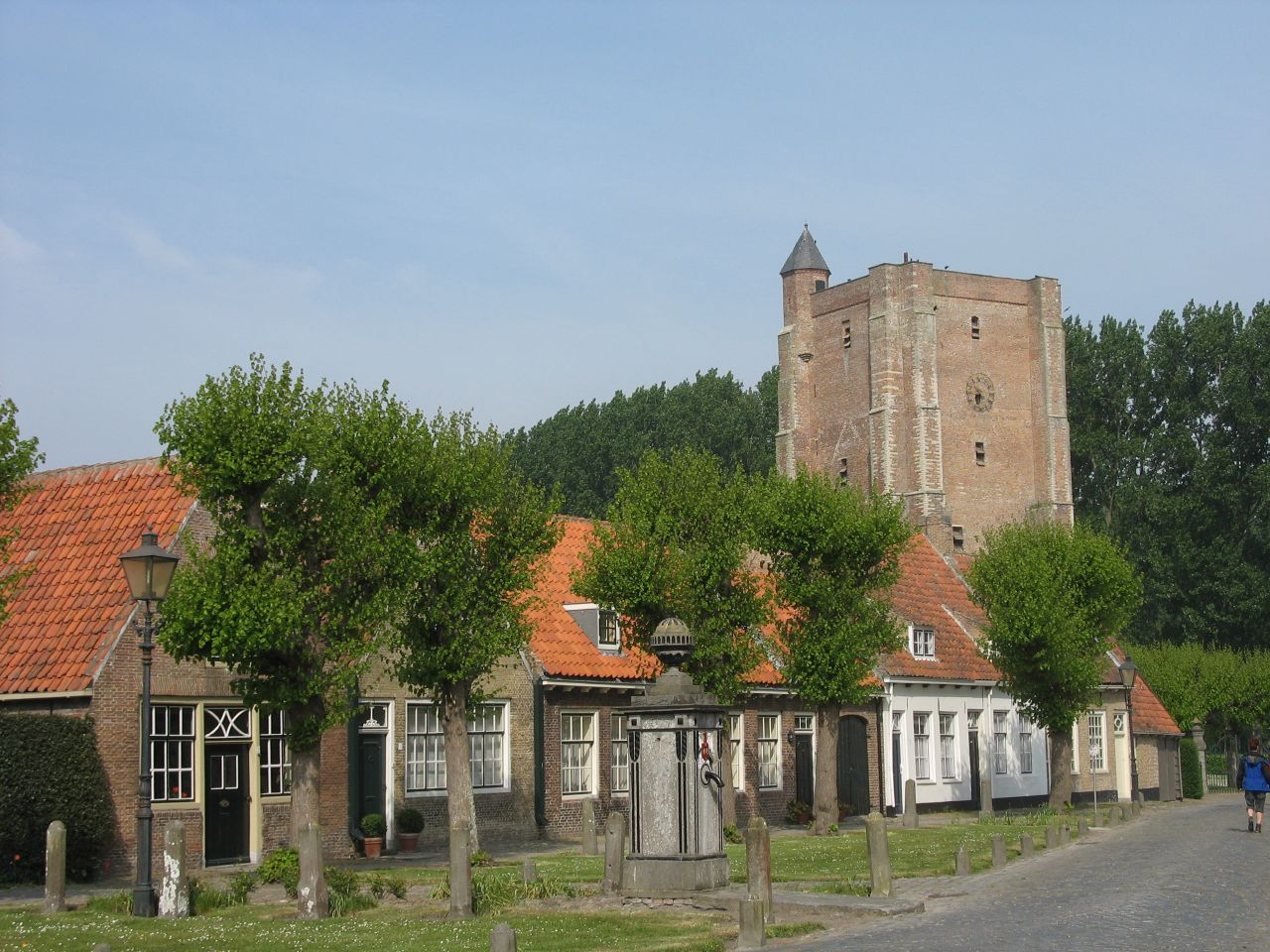
Am Marktplatz und Kirchturm von Sint-Anna

Sint Anna ter Muiden ist ein Ortsteil der Gemeinde Sluis (Provinz Zeeland, Niederlande). Er liegt etwa einen Kilometer westlich von Sluis unmittelbar an der Grenze zu Belgien und ist der westlichste Punkt der europäischen Niederlande. Der Ort besitzt seit 1242 Stadtrechte und konkurriert mit 45 Einwohnern (2024) um den Titel der kleinsten Stadt der Niederlande mit Staverden, Bronkhorst und Eembrugge. Bis 1880 war der Ort selbständig, danach wurde er Sluis zugeordnet.

## Sehenswürdigkeiten
- Die reformierte Pfarrkirche Hervormde Kerk fällt wegen ihres mächtigen Turms auf und steht als Rijksmonument unter Denkmalschutz.
- Weitere denkmalgeschützte Rijksmonumenten am Marktplatz sind das alte Rathaus, zahlreiche Häuser und eine historische Wasserpumpe.